# Tustin (Kalifornia)
Tustin – miasto w Stanach Zjednoczonych, w stanie Kalifornia, w hrabstwie Orange. Według spisu ludności przeprowadzonego przez United States Census Bureau, w roku 2010 miasto Tustin miało 75 540 mieszkańców.
W tej miejscowości urodziła się Lauren Paolini, amerykańska siatkarka, reprezentantka kraju.